# Ischyrocyon
Az Ischyrocyon az emlősök (Mammalia) osztályának ragadozók (Carnivora) rendjébe, ezen belül a fosszilis medvekutyafélék (Amphicyonidae) családjába és az Amphicyoninae alcsaládjába tartozó nem.

## Tudnivalók
Az Ischyrocyon-fajok Észak-Amerika területén fordultak elő, a középső miocén korszak idején, azaz 14,2-11,7 millió évvel ezelőtt.
Az alábbi lista a lelőhelyeiket mutatja be:
- Blair Junction, Esmeralda megye, Nevada ~14,2—11,7 Mya
- Hemicyon Quarry Site, San Bernardino megye, Kalifornia ~14,0 Mya
- Adam Risley Ranch Site, Donley megye, Texas ~12—11,7 Mya
- WaKeeney (Unit C) Trego megye, Kansas ~11,8—11,7 Mya
- Olcott Hill, Sioux megye, Nebraska ~11,9 Mya
- Iron Canyon Site, Kern megye, Kalifornia ~11,8—11,9 Mya
- Bluejay Quarry Site, Antelope megye, Nebraska ~11,8 Mya

Ezt az emlősnemet 1904-ben, Matthew és Gidley írták le, illetve nevezték meg; ugyanabban az évben besorolták az Amphicyonidae családba is. Az ebbe a családba való tartózását 1988-ban, Carroll megerősítette. 1998-ban Hunt a családon belül, az Amphicyoninae alcsaládba is behelyezte.
Legendre és Roth őslénykutatók 161,9 kilogrammos testtömegűnek becsültek egy példányt miután azt alaposan megvizsgálták.

## Rendszerezés
A nembe az alábbi 2 faj tartozik:
- Ischyrocyon gidleyi Matthew, 1902
- Ischyrocyon hyaenodus Matthew & Gidley, 1904 – típusfaj

## Fordítás
- Ez a szócikk részben vagy egészben  az   Ischyrocyon című angol Wikipédia-szócikk ezen változatának fordításán alapul.  Az eredeti cikk szerkesztőit annak laptörténete sorolja fel. Ez a jelzés csupán a megfogalmazás eredetét és a szerzői jogokat jelzi, nem szolgál a cikkben szereplő információk forrásmegjelöléseként.